# Halalaimus parvus
Halalaimus parvus är en rundmaskart som beskrevs av Benjamin G. Chitwood 1936. Halalaimus parvus ingår i släktet Halalaimus och familjen Oxystominidae. Inga underarter finns listade i Catalogue of Life.